# Edina Begić
Edina Begić (Tuzla, 9 ottobre 1992) è una pallavolista bosniaca, schiacciatrice del Kuzeyboru.

## Carriera

### Club
La carriera di Edina Begić inizia nel 2004 nello Ženski Odbojkaški Klub Bratunac, dove rimane fino al 2009: nella stagione 2009-10 veste la maglia dell'Dobrinja di Sarajevo, in I Liga, stessa categoria dove rimane nella stagione 2010-11 quando entra a far parte del Hercegovac.
Si trasferisce nel 2011 negli Stati Uniti d'America per partecipare al campionato universitario con la Arkansas Little Rock, a cui resta legata fino al 2015. Nella stagione 2015-16 viene ingaggiata dal Soverato, nella Serie A2 italiana, mentre nella stagione successiva, pur restando nello stesso paese, passa alla Pro Victoria, neopromossa in Serie A1, con cui si aggiudica la Challenge Cup 2018-19 e la Coppa CEV 2020-21; nel corso del quinquennio in Brianza subisce la rottura del legamento crociato anteriore sinistro che la tiene lontana dai campi di gioco, complice l'interruzione delle competizioni per la pandemia di COVID-19, per l'intera annata 2019-20.
Nella stagione 2021-22 difende i colori della Dinamo Mosca, nella Superliga russa, terminando tuttavia anzitempo il campionato a causa della rottura del legamento crociato anteriore destro patito nel marzo 2022; nell'annata 2022-23 fa ritorno al club di Monza, mentre nell'annata seguente firma per il Kuzeyboru, impegnato nella Sultanlar Ligi turca.

### Nazionale
Nel 2011 ottiene le prime convocazioni nella nazionale bosniaca. Nel 2021 vince la medaglia d'oro all'European Silver League, ottenendo anche il riconoscimento come MVP.

## Palmarès

### Club
- Coppa CEV: 1

2020-21
- Challenge Cup: 1

2018-19

### Nazionale (competizioni minori)
- European Silver League 2021

### Premi individuali
- 2021 - European Silver League 2021: MVP